# Слинин, Анатолий Александрович
Анатолий Александрович Слинин (1895—1984) — советский учёный-селекционер и организатор науки, доктор сельскохозяйственных наук (1967). Заслуженный агроном РСФСР (1964). Герой Социалистического Труда (1971).

## Биография
Родился 12 ноября 1895 года в городе Ростове. 
С 1919 по 1922 год в период Гражданской войны, в должности командира взвода связи служил в рядах Рабоче-Крестьянской Красной армии. 
С 1923 по 1928 год проходил обучение в Ленинградском государственном сельскохозяйственном институте. С 1928 по 1939 год, в течение одиннадцати лет работал селекционером на Стремуткинской зональной сельскохозяйственной станции Ленинградской области, занимался селекцией кряжевого льна. В 1936 году был делегатом VIII Всесоюзного чрезвычайного съезда Советов СССР. 
16 марта 1936 года Указом Президиума Верховного Совета СССР «за выдающиеся достижения в труде» Александр Павлович Марковский был награждён Орденом Трудового Красного Знамени.
С 1939 по 1942 год работал в должности заведующего сектором селекции Всесоюзного научно-исследовательского института льна. При непосредственном участии А. А. Слинина были выведены такие селекционные сорта льна как: «Омега», «Ударник», «Победитель», «Текстильщик» и «Пионер». 
С 1942 года в период Великой Отечественной войны, вновь был призван в ряды Рабоче-Крестьянской Красной армии. С 1942 по 1944 год был участником Великой Отечественной войны. С 1944 по 1946 год работал в системе восстановления сельского хозяйства Украинской ССР. 
С 1946 по 1974 год, в течение двадцати восьми лет, А. А. Слинин работал в должности — заведующего отделом селекции и семеноводства льна и заместителя директора Псковской областной государственной сельскохозяйственной опытной станции по науке. Под руководством и при активном участии А. А. Слинина было выведено около семнадцати новых высоковолокнистых сортов льна-долгунца. В 1967 году А. А. Слинину по совокупности опубликованных научных трудов по теме: Выведение высоковолокнистых сортов льна-долгунца, без защиты диссертации, была присуждена учёная степень — доктор сельскохозяйственных наук. 
8 апреля 1971 года Указом Президиума Верховного Совета СССР «за выдающиеся успехи, достигнутые в развитии сельскохозяйственного производства и выполнении пятилетнего плана продажи государству продуктов земледелия» Анатолий Александрович Слинин был удостоен звания Героя Социалистического Труда с вручением Ордена Ленина и золотой медали «Серп и Молот».
Скончался 14 февраля 1984 года в Пскове,  похоронен на кладбище «Орлецы-1». 

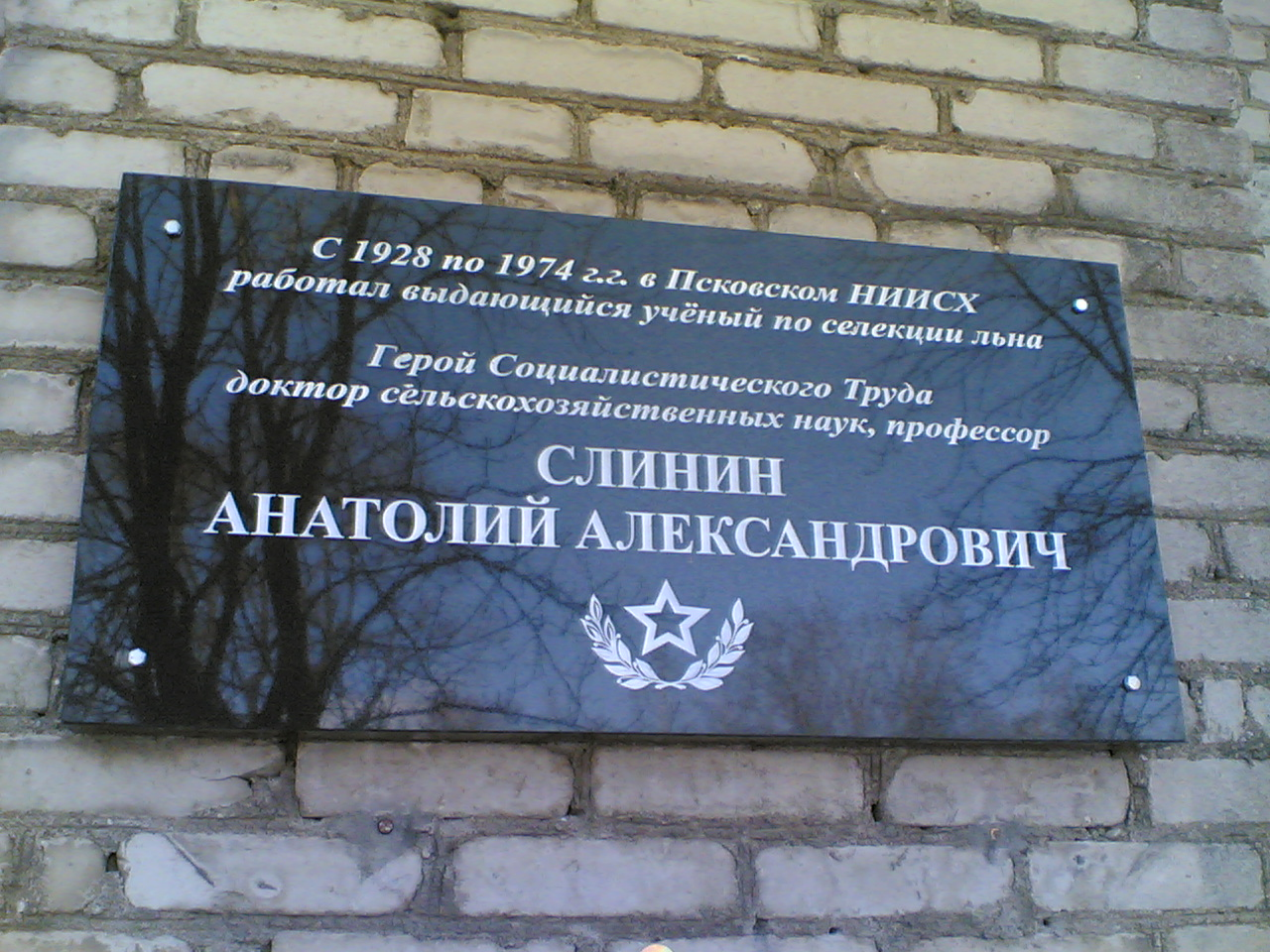
Памятная доска профессору Слинину А. А. на здании Псковского НИИ сельского хозяйства

## Награды
- Медаль «Серп и Молот» (08.04.1971)
- Орден Ленина (08.04.1971)
- Орден Трудового Красного Знамени (16.03.1936)
- Орден «Знак Почёта» (18.11.1965)

### Звание
- Заслуженный агроном РСФСР (16.12.1964)

### Премии
- Премия Совета Министров СССР